# Giuseppe Gullino
Giuseppe Gullino (* 9. Februar 1944 in Venedig) ist ein italienischer Historiker.
Gullino studierte an der Universität Padua, wo er seine Laurea 1968 ablegte. Danach unterrichtete er einige Jahre am Istituto Nautico in Venedig. 1976 bis 1981 wurde er an das Istituto storico italiano per l’età moderna e contemporanea nach Rom abkommandiert.
Wieder in Padua lehrte er ab 1983 Neuere Geschichte, wurde 1986 außerordentlicher Professor für die Geschichte Venetiens und Udines. Schließlich wurde er 1993 an die Universität Padua berufen, um dort Neuere Geschichte an der dortigen Fakultät für Lettere e Filosofia zu lehren. Von dort wechselte er an das Dipartimento di Scienze Storiche, Geografiche e dell’Antichità derselben Hochschule. Am 1. Oktober 2014 wurde er emeritiert.
Gullino ist seit 1986/89 Socio corrispondente der Deputazione di Storia Patria per le Venezie, war von 1994 bis 2009 ihr Schatzmeister, dann von 2009 bis 2012 ihr Präsident. Auch wurde er 1990 Socio residente des Ateneo Veneto (2006 Socio effettivo), dann Socio corrispondente der Galilei-Akademie der Wissenschaften und Künste in Padua (2002/13), darüber hinaus Socio der Accademia dei Concordi di Rovigo (2002) schließlich Mitglied der Société Européenne de Culture (2002).

## Werke (Auswahl)
- Una riforma settecentesca della Serenissima: il Collegio di San Marco, in: Studi Veneziani 13 (1971), S. 515–586.
- La politica scolastica veneziana nell’età delle riforme, Venedig 1974.
- I Pisani dal Banco e moretta. Storia di due famiglie veneziane in età moderna e delle loro vicende patrimoniali tra 1705 e 1836, Rom 1984.
- I Loredan di Santo Stefano. Cenni storici, in: Palazzo Loredan e l’Istituto Veneto di Scienze, Lettere ed Arti, Venedig 1985, S. 11–33.
- I patrizi veneziani e la mercatura negli ultimi tre secoli della Repubblica, in: Giorgio Borelli (Hrsg.): Mercanti e vita economica nella Repubblica veneta (secoli XIII—XVIII), Bd. 2, Verona 1985, S. 401–451.
- L’Istituto Veneto di Scienze Lettere ed Arti. Dalla rifondazione alla Seconda guerra mondiale (1838–1946), Venedig 1996.
- Venezia e le campagne, in: Piero Del Negro, Paolo Preto (Hrsg.): Storia di Venezia, Bd. VIII: L’ultima fase della Serenissima, Rom 1998, S. 651–702.
- Marco Foscari (1477–1551). L’attività politica e diplomatica tra Venezia, Roma e Firenze, Angeli, Mailand 2000.
- Economia e finanza dallo scorcio della repubblica all’eta napoleonica, in: Gino Benzoni (Hrsg.): Le metamorfosi di Venezia, Leo S. Olschki, Florenz 2001, S. 113–127.
- Trasformazioni del paesaggio agrario. Viticoltura e cerealicoltura nel Piemonte sud-occidentale (secoli XII-XV), Gribaudo, 2001.
- La saga dei Foscari. Storia di un enigma, Cierre, Sommacampagna 2005.
- Gli statuti di Dronero, 1478, Società per gli studi storici, archeologici ed artistici della provincia di Cuneo, Cuneo 2005.
- Atlante della Repubblica Veneta 1790, Istituto veneto di scienze lettere ed arti, Sommacampagna 2007.
- Il clan dei Foscari: politica matrimoniale e interessi familiari (secc. XIV-XV), in: Studi Veneziani (2007), S. 31–64.
- Storia della Repubblica Veneta, La scuola, Brescia 2010.
- Storia moderna. Manuale per l’università, Edises, 2014.